# Green Ethernet
Green Ethernet é uma tecnologia de economia de energia que foi introduzida no mercado pela IEEE (Institute of Electrical and Electronics Engineers) para responder às exigências de ‘green networking’.
IEEE (Institute of Electrical and Electronics Engineers) (Institute of Electrical and Electronics Engineers) reuniu previamente um grupo de profissionais para investigar a eficiência energética no hardware de rede, contudo, ainda está numa fase inicial e a sua data de homologação e ratificação mantém-se no anonimato.
A proposta do IEEE (802.3az), Green Ethernet, trabalha em dois caminhos. Primeiro detecta qual a porta do switch que menos potência exige e que pode permanecer em stand by ou no modo “sleep” quando um sistema de end-station é ligado, tal como quando o PC não está ativo. Em segundo lugar, detecta a extensão do cabo e ajusta, em conformidade, a utilização da potência. O padrão atual Ethernet diz respeito a switches com a potência necessária para emitir sinal que pode atingir acima de 100 metros de extensão. Contudo, esta situação é muitas vezes desnecessária, especialmente em ambientes domésticos, onde apenas 5 ou 10 metros de cabo podem ser utilizados para dar potência ao sistema.

## Economia de energia
Green Ethernet foi, em primeiro lugar, implementado em switches domésticos e switches inteligentes. Contudo, switches domésticos e sistemas com poucas portas utilizam menos potência quando comparados com a classe de switches empresariais e, desta forma, a redução de custos não deriva da tecnologia a este nível. Há fabricantes que afirmam conseguir níveis de redução de consumo de energia na ordem dos 80% através dos switches Green Ethernet, conferindo uma maior durabilidade ao produto devido à reduzida dissipação de calor.